# 高亨进
高亨进（韓語：고형진，1982年6月20日—），韩国足球裁判，2009年起为国际级足球裁判。
除执法经典K联赛、挑战K联赛，他还执法亚洲冠军联赛、亚洲足协杯、國際足協世界盃外圍賽亚洲区比赛等赛事。中国足协多次邀请高亨进来华执法比赛。他曾执法2009年青岛中能与上海申花的中超比赛。2018年，他执法了北京国安与天津泰达的中超联赛、北京国安与上海上港的中国足协杯比赛。